# Waichirō Ōmura
Waichirō Ōmura (japanisch 大村 和市郎, Ōmura Waichirō; * 1. Januar 1933 in der Präfektur Shizuoka; † vor September 2003) war ein japanischer Fußballspieler.

## Nationalmannschaft
1956 debütierte Ōmura für die japanische Fußballnationalmannschaft. Ōmura bestritt fünf Länderspiele. Mit der japanischen Nationalmannschaft qualifizierte er sich für die Olympischen Spiele 1956.